# あの日の僕をさがして
『あの日の僕をさがして』（あのひのぼくをさがして）は、1992年4月17日から6月26日まで、TBS系列の「金9ドラマ」枠で放送された日本のテレビドラマ。主演は織田裕二。

## あらすじ
東京の大手商社マン・古賀森男が長野県穂高町に建設が予定されている「安曇野スクォーラ計画」プロジェクトチームのリーダーに抜擢され、高校卒業以来7年ぶりに故郷である穂高町南安曇野に戻った。そこで森男は森田健一と伊藤隆ら同級生達と再会し、高校時代の初恋相手である田中未知と婚約者の林宏樹が6月に結婚する事を知る。
そんな中、森男の勤める商社が安曇野の再開発「安曇野スクォーラ計画」に絡み、再開発に反対し環境保護を支持する宏樹達の間で対立し、森男は確執・葛藤する中で仕事と友情の間で悩み続けていく。その「安曇野スクォーラ計画」には森男自身が知らされていない計画が含まれていた。
一方、未知は婚約者の宏樹がいながら、次第に森男に惹かれて行き、森男も東京にいる年上の恋人・佐伯京子と別れて未知によりを戻そうとするが…。

## キャスト
- 古賀森男：織田裕二
- 田中未知：仙道敦子
- 林宏樹：大鶴義丹
- 森田千秋：永井真理子
- 佐伯京子：大島智子
- 森田健一：保阪尚輝
- 伊藤隆：金山一彦
- 田中一郎：石倉三郎
- 加藤主任：ガダルカナル・タカ
- 田中伸子：倉野章子
- 立花肇：大高洋夫
- 恵理：中島ひろ子
- 田中緑：大路恵美
- 不動産屋の客：宮川大助・花子（第1話）
- AION（第1話）
- ラーメン屋の店主：でんでん（第3話）

## スタッフ
- 脚本：山永明子
- プロデュース：八木康夫、横井直行
- プロデュース補：丹羽多聞アンドリウ
- 演出：清弘誠、横井直行、壁谷悌之
- 演出補：土井裕泰、片山修、平川雄一朗、武井達明、佐野壮
- 音楽：若草恵
- 主題歌：ギルバート・オサリバン「TOMORROW TODAY」
- ロケ協力：穂高町[1]、堀金村[1]、三郷村[1]、松川村、安曇野スイス村、アートヒルズ、松本電気鉄道、ホテルブエナビスタ、京王帝都電鉄、日本道路公団、NTT中央移動通信、インテリア井門、大崎ニューシティ、ホテルニューオータニイン東京、勝浦海中公園 ほか
- 協力：富士重工業[2]、スズキ、東通、高橋レーシング、緑山スタジオシティ
- 製作著作：TBS

## 放送日程
| 放送回 | 放送日  | サブタイトル     | 演出     |
| ------ | ------- | ---------------- | -------- |
| 第1回  | 4月17日 | 初恋のひと       | 清弘誠   |
| 第2回  | 4月24日 | 心に抱きしめて   | 清弘誠   |
| 第3回  | 5月01日 | 告白             | 横井直行 |
| 第4回  | 5月08日 | もうひとりの自分 | 横井直行 |
| 第5回  | 5月15日 | 素直になれなくて | 清弘誠   |
| 第6回  | 5月22日 | あの日に帰りたい | 清弘誠   |
| 第7回  | 5月29日 | 二人だけの秘密   | 壁谷悌之 |
| 第8回  | 6月05日 | 婚約解消         | 横井直行 |
| 第9回  | 6月12日 | 決別             | 横井直行 |
| 第10回 | 6月19日 | 結ばれたい       | 清弘誠   |
| 最終回 | 6月26日 | 心のままに       | 清弘誠   |

## 販促物
- あの日の僕をさがして 1巻 1992/07/17
- あの日の僕をさがして 2巻 1992/08/17

- 原作：山永明子
- 作画：木暮あゆみ
- 発行者：井上功夫
- 出版社：双葉社

※ ドラマ放送後にコミックが発売され、2007年9月5日にはレントラックジャパンよりDVD-BOXとして発売された。

## その後
- 主演だった織田裕二は、このドラマの終了から1年後のインタビューで回想し「空回りしたね、見事に。主役だから、責任背負ってんだろうね。でも大コケ。失敗作。視聴率もね。中身がないんだよね。なんか中途半端で、全てが。」と語っていた（「ドキュメント織田裕二」(ぴあ), pp.51-52 より）。
- 歌手である永井真理子はドラマ初出演でレギュラー出演していたが、視聴率が芳しくなかった事から終了後のインタビューで「もう安易にはドラマには出たりはしない」と語っていた。永井のドラマ出演は、それから3年後の『大地の子』（NHK）のみに留まっている。